# (9562) Memling
(9562) Memling ist ein Asteroid des Hauptgürtels, der am 19. September 1987 vom belgischen Astronomen Eric Walter Elst am La-Silla-Observatorium (IAU-Code 809) der Europäischen Südsternwarte in Chile entdeckt wurde.
Der Asteroid gehört zur Themis-Familie, einer Gruppe von Asteroiden, die nach (24) Themis benannt wurde. Die zeitlosen (nichtoskulierenden) Bahnelemente von (9562) Memling sind fast identisch mit denjenigen von vier weiteren Asteroiden: (114761) 2003 HN47, (250812) 2005 UA54, (255019) Fleurmaxwell und 2015 BQ437.
(9562) Memling wurde nach dem deutschen Maler der niederländischen Schule Hans Memling (~1433–1494) benannt.